# ويسلي ستريك
ويسلي ستريك (بالإنجليزية: Wesley Strick)‏ هو كاتب سيناريو أمريكي. ولد يوم 11 فبراير 1954 في نيويورك في الولايات المتحدة. عمل كاتبًا ومنتجًا تنفيذيًا في المسلسل التلفزيوني "الرجل في القلعة العالية".

## روابط خارجية
- ويسلي ستريك على موقع IMDb (الإنجليزية)
- ويسلي ستريك على موقع قاعدة بيانات الفيلم (الإنجليزية)